# Bogusław Nadolnik
Bogusław Nadolnik (ur. 1964) – polski polityk i urzędnik państwowy, w 2008 podsekretarz stanu w Ministerstwie Rolnictwa i Rozwoju Wsi, w latach 2008–2013 wiceprezes Agencji Restrukturyzacji i Modernizacji Rolnictwa.

## Życiorys
W 1994 ukończył studia licencjackie z ekonomiki i organizacji obrotu, a w 1996 – magisterskie z zarządzania i marketingu w Szkole Głównej Handlowej. Absolwent studiów z zarządzania małą firmą na Kings River Community College w Kalifornii (1992) oraz audytu wewnętrznego i kontroli w Instytucie Organizacji i Zarządzania w Przemyśle „Orgmasz” w 2006.
Od 1993 do 1994 pracował jako marketingowiec w spółdzielni w Tarnowie, następnie do 1996 był specjalistą i pełniącym obowiązki dyrektora gabinetu w Ministerstwie Rolnictwa i Gospodarki Żywnościowej. Od kwietnia do września 1996 pozostawał wicedyrektorem Departamentu Administracyjno-Budżetowego w Ministerstwie Przekształceń Własnościowych. W latach 1996–2004 był wicedyrektorem w departamencie finansowo-budżetowym w Ministerstwie Skarbu Państwa, później do 2006 kierował w tym ministerstwie Biurem ds. Pomocy Publicznej. W latach 2007–2008 sprawował funkcję sekretarza powiatu legionowskiego. Został członkiem Polskiego Stronnictwa Ludowego.
Od 8 kwietnia do 1 lipca 2008 pełnił funkcję podsekretarza stanu w Ministerstwie Rolnictwa i Rozwoju Wsi, odpowiedzialnego za nadzór nad ARiMR oraz KRUS (odszedł po złożeniu dymisji 30 czerwca). Przeszedł następnie na stanowisko zastępcy szefa Agencji Restrukturyzacji i Modernizacji Rolnictwa, na którym pozostał do 2013. Został wówczas radcą w Ministerstwie Skarbu Państwa, a następnie naczelnikiem wydziału w Departamencie Działań Poprywatyzacyjnych Ministerstwa Skarbu Państwa. W 2014 został członkiem rady nadzorczej Energi, z której to funkcji zrezygnował w listopadzie 2015. W latach 2016–2018 pracował jako dyrektor Zespołu Rozwoju Bankowości Spółdzielczej w Fundacji FAPA Polska Izba Bankowości Spółdzielczej. Od 2019 do 2024 był dyrektorem ds. inwestycji w Zarządzie Mienia Miasta Stołecznego Warszawy. W kwietniu 2024 został zastępcą dyrektora Departamentu Nadzoru Właścicielskiego w Ministerstwie Infrastruktury. W maju tegoż roku został członkiem rady nadzorczej PKP Cargo.